# تروسوو
تروسوو (به لاتین: Trusovo) یک منطقهٔ مسکونی در روسیه است که در استان آستراخان واقع شده‌است.